# Chasing Time: The Bedlam Sessions
Chasing Time: The Bedlam Sessions es el primer álbum en vivo y un DVD lanzado por James Blunt en el 2006 después de su álbum debut de 2005, Back to Bedlam. El CD contiene una presentación en vivo en Irlanda, mientras que el DVD presenta una grabación de la presentación en la BBC, videos musicales de todos sus sencillos de Back to Bedlam, entrevistas, etc.

## Lista de canciones
1. "Wisemen" (James Blunt, Jimmy Hogarth, Sacha Skarbek) – 3:49
2. "High" (Blunt, Ricky Ross) – 3:55
3. "Cry" (Blunt, Skarbek) – 3:44
4. "Goodbye My Lover" (Blunt, Skarbek) – 4:18
5. "So Long, Jimmy" (Blunt, Hogarth) – 5:25
6. "Sugar Coated" (Blunt, Hogarth, Skarbek) – 3:51
7. "You're Beautiful" (James , Amanda Ghost, Skarbek) – 3:38
8. "Billy" (Blunt, Ghost, Skarbek) – 3:46
9. "Fall at Your Feet" (Neil Finn) – 2:42
10. "Tears and Rain" (Blunt, Guy Chambers) – 4:17
11. "No Bravery" (Blunt, Skarbek) – 3:36
12. "Where Is My Mind?" (Francis Black) – 4:07

"Sugar Coated" es un B-side del primer sencillo "High". Blunt toca dos covers en este álbum - "Fall at Your Feet" de Crowded House y "Where is My Mind?" de Pixies.

## Charts

### DVD charts
| Chart (2006)            | Peak position | Certification |
| ----------------------- | ------------- | ------------- |
| Belgian Music DVD Chart | 1             |               |
| German Music DVD Chart  | 1             |               |
| Swedish Music DVD Chart | 3             | Gold          |
| UK Music DVD Chart      | 1             |               |
| ARIA Music DVD Chart    | 1             |               |

### CD charts
| Chart (2006)             | Peak position |
| ------------------------ | ------------- |
| New Zealand Albums Chart | 1             |
| Italian Albums Chart     | 1             |
| Swiss Albums Chart       | 2             |
| French Albums Chart      | 8             |
| Polish Albums Chart      | 36            |

- Datos: Q2719627